# 韓広
韓 広（かん こう、? - 紀元前206年）は、秦末の武将。 武臣配下の武将であり、燕王として自立するが、項羽によって遼東王に遷され、配下であった臧荼と戦い殺された。

## 生涯
元は河北にあった上谷郡に住んでおり、秦の卒史（事務官）に任じられていた。
二世元年（紀元前209年）7月、陳勝・呉広の乱が起こる。陳勝たちは陳を制圧すると、陳勝は国号を張楚とし、王を名乗った。陳勝は、趙の地に武臣を将軍に任じて、配下として、邵騒・張耳・陳余を配して軍勢を与え、北上させて趙の地を攻略させた。武臣らは趙の地の攻略に成功する。
同年8月、武臣はさらに進軍して、趙の邯鄲に至る。武臣は、張耳と陳余の進言を聴き入れて、趙王を称する。韓広は、勢力拡大を図る武臣に命じられ、北上して燕の地の攻略に派遣させられる。
同年9月、燕国のかつての貴人や豪傑たちは韓広に言った。「楚はすでに王が立ち、趙もまたすでに王が立ちました。燕は小国といえども、また、万乗（一万乗の戦車）を有する国でした。将軍に自立して燕王となることを願います」。韓広は答える。「私の母は趙にいる。できない」。燕の人々は、「趙はまさに西は秦に対して不安があり、南は楚に対して不安があり、趙の国力では我ら燕の自立は止めることはできません。また、楚（張楚）の強国さをもってしても、趙王（武臣）や将相（邵騒・張耳・陳余）の家族を害することは決してできません。どうして、趙だけが将軍の家族を害することをあえてしましょうか！」と語った。韓広は燕の人々の意見に同意して、自立して燕王となった。
韓広の自立を知った趙王の武臣は張耳・陳余とともに、北上して趙と燕との国境の土地を攻略していきた。武臣がひそかに出てきたところを、燕の軍が捕らえた。（韓広の配下である）燕の将（姓名不詳）は武臣を拘束し、「趙の土地の半分を分けて燕にくれれば、趙王（武臣）は帰そう」と要求した。韓広 は趙から送られてきた十数人の使者を殺し、土地を与えることを要求した。趙の兵舎にいた雑役の兵士が燕を訪れ、燕の将に対し、「張耳と陳余の本当の望みは武臣が死に、自分たちが王となることである。そうなったら燕は滅びるであろう」と説得したため、燕の将は武臣を返した。
韓広が自立して数か月して、趙は韓広の母と家族を燕の地に送ってきた。
二世二年（紀元前208年）11月、邯鄲において、武臣が配下の李良に殺される。
同年端月（1月）、武臣亡き後に、張耳・陳余らは趙の旧王族の趙歇を趙王とし、信都を根拠地とする。
同年後9月、秦は鉅鹿において、趙王趙歇や張耳を囲む。
二世三年（紀元前207年）10月、将の臧荼を趙の救援に派遣する。
同年12月、臧荼は項羽とともに、秦軍と戦う。項羽は秦軍を大いに破り、鉅鹿を救う。臧荼は、趙や趙を救援に来ていた諸侯とともに、項羽に従うこととなった。
高祖元年（紀元前206年）12月、項羽は臧荼らを従えて、関中に入り、秦を滅ぼす。臧荼は楚に従って趙を救援し、項羽とともに関中に入った功績から、項羽によって燕王に封じられ、薊を都とすることになった。臧荼が燕王に封じられることに伴い、韓広は辺地である遼東王に遷され、都は無終とすることにされてしまう。
同年4月、項羽に封じられた新たに封じられた諸侯が関中から国に帰り、臧荼も帰還する。
同年8月、臧荼は燕に帰ると、韓広を遼東に行かせて、燕から追い出そうとした。韓広は反抗したが、臧荼は韓広を攻撃した。韓広は無終において殺される。燕国だけでなく、遼東も臧荼によって臧荼の領土として併合された。